# Concerto triplo (Beethoven)
Il Concerto per pianoforte, violino, violoncello e orchestra op. 56, chiamato semplicemente Triplo concerto, è stato composto da Ludwig van Beethoven tra il 1803 e il 1804.

## Storia
Il Triplo concerto appartiene allo stesso periodo in cui furono scritti la terza sinfonia, la sonata per pianoforte Waldstein, la sonata n. 22 e abbozzata la sonata n. 23 Appassionata. Il concerto fu un lavoro su "commissione", fu infatti composto da Beethoven appositamente per l'arciduca Rodolfo che in quegli anni era diventato suo allievo di pianoforte e per i due solisti a suo servizio, il violinista Carl August Seidler e il violoncellista Antonín Kraft, celebre virtuoso; proprio per questo motivo si trattò di una composizione di non grandi ambizioni, con le parti solistiche adatte agli esecutori, infatti solo il violoncello ha una scrittura più elaborata e viruosistica rispetto agli altri due strumenti. La prima esecuzione fu in forma privata presso l'abitazione dell'arciduca nel 1805; in pubblico venne presentato soltanto nel maggio 1808 al Großer Redoutensaal del Burgtheater di Vienna. Il Triplo concerto fu pubblicato nel 1807 con il titolo Grande concerto concertante dal Bureau des Arts et d'Industrie. Anche se fu dedicato al principe di Lobkowicz, Beethoven, secondo alcuni studiosi, riservò all'arciduca Rodolfo l'esclusiva della durata di un anno per poter eseguire personalmente il concerto.
È il primo concerto in assoluto che fu concepito per quel particolare tipo di formazione. Durante la vita di Beethoven fu eseguito una sola volta, e anche dopo la sua morte è raramente entrato nelle sale da concerto, colpa delle accuse di "mediocrità" da parte dei concertisti dell'epoca, oltre che per l'inusuale presenza di tali strumenti concertanti insieme.

## Struttura e analisi
È formato da tre movimenti:
1. Allegro
2. Largo (La bemolle maggiore)
3. Rondò alla polacca — Allegro — Tempo I

Il Concerto triplo con la sua particolare formazione, memore del Concerto grosso e soprattutto della Sinfonia concertante, era già passato di moda all'epoca in cui fu scritto, periodo in cui era grandemente privilegiato il concerto con solista, caratterizzato dalla contrapposizione fra il singolo esecutore e l'orchestra; essendo però un'opera di circostanza, il musicista dovette realizzare una composizione brillante e disimpegnata, simile al concertismo parigino portato a grandi esempi da Mozart.
Da parte di alcuni studiosi è stata avanzata l'ipotesi che il concerto dovesse essere stato ideato per il solo violoncello solista, vista la parte preponderante che questo strumento ha nella partitura, ma, poiché l'arciduca Rodolfo era solo un pianista dilettante e il violinista Seidler era di scarsa levatura, l'unico che potesse sostenere una parte virtuosistica era Antonín Kraft. Per questi motivi la struttura del Triplo concerto appare in un qualche modo squilibrata, più propensa a cercare l'effetto brillante che non a costruire un disegno solido e ricco di idee tematiche. Anche se resta una pagina d'occasione è comunque un'opera considerevole, dalla notevole forza espressiva e dalle numerose pagine accattivanti.
Il primo movimento, Allegro, inizia con il primo tema esposto in pianissimo da violoncelli e contrabbassi e poi ripreso dalla compagine orchestrale; il secondo tema, in fortissimo, non è in contrasto con il primo, ma è accomunato all'altro sia dal disegno melodico sia dalla presentazione strumentale, senza alcuna finalità dialettica fra solisti e orchestra. La parte preponderante è sempre affidata al violoncello che presenta per primo i temi poi ripresi dagli altri due solisti.
Il Largo successivo in La maggiore è, come in molte altre composizioni di Beethoven, piuttosto breve, incastonato fra i due altri più corposi movimenti, quasi una pausa di riflessione. La pagina, molto lirica, è affidata alla cantabilità del violoncello che introduce il tema principale nel registro acuto.
Il terzo e ultimo movimento è un Rondò alla Polacca, vero pezzo di bravura; la costruzione è quella tipica del Rondò,  presenta un tema principale, vitale ed elegante, che viene variato più volte  e si avvicenda ad altri diversi episodi. La pagina è leggera e brillante e propone il tema principale esposto dal violoncello, ripreso subito dal violino. Dopo alcuni episodi affidati ai tre solisti, un febbrile Allegro conclusivo, condotto da violoncello, violino e pianoforte sull'accompagnamento degli archi, conduce al finale.

## Organico
Pianoforte, violino, violoncello solisti; orchestra composta da: flauto, due oboi, due clarinetti, due fagotti, due corni, due trombe, timpani, archi. L'orchestra accompagnatrice del trio di solisti è una tipica orchestra classica del crinale tra il Settecento e l'Ottocento.

## Discografia parziale
- Sviatoslav Richter (pianoforte), David Oistrakh (violino), Mstislav Rostropovich (violoncello), Berliner Philharmoniker diretta da Herbert von Karajan (1970, EMI 3C 065-02042)
- Claudio Arrau (pianoforte), Henryk Szeryng (violino), János Starker (violoncello), New Philharmonia Orchestra, Eliahu Inbal, 1971, Philips
- Michael Roll (pianoforte), Jean-Jacques Kantorow (violino), Raphael Wallfisch (violoncello), Royal Philharmonic Orchestra, Howard Shelley, Royal Music CD
- Mark Zeltser (pianoforte), Anne-Sophie Mutter (violino), Yo-Yo Ma (violoncello), Berliner Philharmoniker, Herbert von Karajan, CD AAD 1979
- Alexander Lonquich (pianoforte), Ilya Gringolts (violino), Mario Brunello (violoncello), Orquesta Sinfónica Simón Bolívar diretta da Claudio Abbado (2006), Deutsche Grammophon CD DDD 0289 477 7244 6 GM 3